# Super Bowl XI
Der Super Bowl XI war der elfte Super Bowl der National Football League (NFL). Am 9. Januar 1977 standen sich die Minnesota Vikings und die Oakland Raiders im Rose Bowl Stadium in Pasadena, Kalifornien, gegenüber. Sieger waren die Oakland Raiders bei einem Endstand von 32:14. Oaklands Wide Receiver Fred Biletnikoff, der vier Pässe für 79 Yards fing, wurde zum Super Bowl MVP gewählt.

## Hintergrund
Super Bowl XI war der letzte Super Bowl, der noch bei Tageslicht endete. Bei allen weiteren musste immer Flutlicht hinzugeschaltet werden. Außerdem war es der erste Super Bowl, bei dem sich die Erstplatzierten der Regular Season in ihrer Conference begegneten.

## Spielverlauf
Im zweiten Viertel gingen die Raiders mit einem Field Goal in Führung. Darauf folgten im selben Viertel noch zwei Touchdown, was ihnen eine Führung von 16:0 am Ende der ersten Halbzeit verschaffte. Im dritten Viertel folgte ein weiteres Field Goal Oaklands und ein Touchdown auf Seiten der Vikings, somit stand es 19:7. Im vierten und letzten Viertel machten die Raiders zwei weitere Touchdowns, was den Vorsprung von nun 25 Punkten unaufholbar machte. Nach einem bedeutungslosen Touchdown der Vikings stand es am Ende des Super Bowls 32:14.

## Schiedsrichter
Hauptschiedsrichter des Spiels war Jim Tunney. Er wurde unterstützt vom Umpire Lou Palazzi, Head Linesman Ed Marion, Line Judge Bill Swanson, Field Judge Armen Terzian und Back Judge Tom Kelleher.